# Jože Ožbolt
Jožef Ožbolt - Stanko, slovenski general, narodni heroj * 4. januar 1922, Belica, Osilnica, † 17. marec 2018.

## Življenjepis
Pred drugo svetovno vojno je bil gozdni delavec. Za narodnoosvobodilno borbo je začel delati leta 1941. Marca 1942 se je pridružil NOVJ in naslednje leto še KPJ. Med vojno je bil med drugim komandir voda in čete v Šercerjevi brigadi, poveljnik bataljona v Ljubljanski brigadi in poveljnik Levstikove brigade. Januarja 1945 je bil huje ranjen v bojih pri Žužemberku. Po končani vojni je bil med drugim poveljnik polka in brigade, leta 1958 poveljnik jugoslovanskega odreda pri Organizaciji združenih narodov na Sinaju, nato poveljnik divizije in v letih 1968–1971 inšpektor v glavni inšpekciji ljudske obrambe v Beogradu ter v letih 1971–1981 načelnik štaba 9. armade v Ljubljani. V Beogradu je 1954 končal Višjo vojaško akademijo JLA in 1964 Šolo ljudske obrambe. Dosegel je čin generalpodpolkovnika. Po smrti Franca-Žige Kimovca (1983) je vodil Odbor za izgradnjo Poti spominov in tovarištva okoli Ljubljane (dokončana 1985). Pokopan je na ljubljanskih Žalah,  v Kočevju pa so mu postavili doprsni kip v aleji herojev. 

## Odlikovanja in priznanja
- red narodnega heroja
- red bratstva in enotnosti II. stopnje
- red zaslug za ljudstvo II. stopnje
- red za vojaške zasluge II. stopnje
- red partizanske zvezde III. stopnje

Leta 1985 je postal častni občan Občine Kočevje.